# 호남고속선
호남고속선(湖南高速線)은 경부고속선 오송역에서 호남선 광주송정역을 잇는 고속철도 노선으로, 호남고속철도의 전용 선로다.

## 역사

### 개요
2004년 4월 1일 경부고속철도 개통과 함께 호남 지방의 요청으로 호남선에도 KTX가 운행되기 시작하였다. 그러나 대전조차장 이남으로는 기존 호남선으로 주행하는 데다가, 특히 서대전 ~ 논산 사이에 선형이 불량한 구간에서 너무 많은 시간이 소요되어 광주역까지 3시간, 목포역까지 3시간 40분 정도 시간이 소요되었다. 이는 단 1시간 40분 만에 동대구역에 도착하는 경부고속철도와 비교되어 지역 차별이라는 불만까지 생겨났고, 이에 호남고속철도 노선을 신설해야 한다는 주장이 대두하여 호남고속선의 건설이 결정되었다.
그러나 경부고속선에서 호남고속선이 어느 역에서 분기될지는 뒤늦게 확정되었다. 당시 분기역으로는 천안아산역·오송역·대전역이 구상되었다. 천안에서는 서울 ~ 목포 간 최단 거리 노선이 가능하여 소요 시간이 단축된다는 주장을, 대전에서는 여객 수요가 많고 공사비가 적게 든다는 주장을, 충북(오송)에서는 ‘국토 X축 노선’의 중심지를 만들 수 있다는 주장을 펼쳤다. 2005년 6월 분기역은 오송역으로 확정되었으나, 이 결정은 이해당사자의 다수가 빠진 상태에서 내려진데다가 ‘정치적 결정’에 불과하였다는 비판이 있다.
1단계 오송 ~ 광주송정 구간은 총사업비 8조 1,323억 원을 투입하여, 2009년 7월 24일에 착공하고 2015년 4월 2일 개통하였다. 개통 이후 광주송정역까지 1시간 33분으로 운행 시간이 단축되었으며, 이 구간은 경부고속철도 원효터널 천성산 환경파괴 논란과 같은 일을 피하기 위하여 계룡산 국립공원을 지나지 않고 우회하도록 건설되었다.
2단계 광주송정 ~ 목포 구간은 기존선 활용과 신선 건설을 모두 포함하며, 분기점은 고막원역과 임성리역에 설치한다. 광주송정 ~ 나주 ~ 고막원 구간은 기존 호남선을 고속화하여 개량하고, 고막원 ~ 임성리 구간은 무안국제공항을 경유하는 선로를 건설하며, 임성리 ~ 목포 구간은 역시 기존선을 활용하도록 추진될 예정이다.

### 연혁
- 2009년 7월 24일 : 오송 ~ 광주송정 구간 착공[7]
- 2015년 2월 5일 : 호남고속선(오송~광주송정) 사용개시 고시[8]
- 2015년 4월 2일 : 오송 ~ 광주송정 구간 개통[9]
- 2020년 12월 22일 : 광주송정 ~ 목포 구간 착공[10]

## 운영

### 운행 차량
- KTX
- KTX-산천
- SRT (120000호대·130000호대)

## 노선 정보
- 노선명: 호남고속선
- 노선 번호: 102
- 노선 거리: 183.8 km
- 궤간: 1.435 mm (표준궤)
- 통행 방식: 좌측 통행
- 역 수: 5개
- 보안 장치: TVM430

## 역 목록
역명 및 영업거리가 국토교통부고시 제2015-70호로 고시되었다.
| 역명                         | 영어 역명        | 한자 역명 | 접속 노선                                                       | 역간 거리 | 누적 거리 | 소재지         | 소재지 |
| ---------------------------- | ---------------- | --------- | --------------------------------------------------------------- | --------- | --------- | -------------- | ------ |
| ↑ 경부고속선 천안아산역 방면 |                  |           |                                                                 |           |           |                |        |
| 오송                         | Osong            | 五松      | 경부고속선, 충북선, 오송선                                      | 0.0       | 0.0       | 충청북도       | 청주시 |
| (분기점)                     |                  |           | 경부고속선                                                      | 3.0       | 3.0       | 충청북도       | 청주시 |
| 공주                         | Gongju           | 公州      |                                                                 | 40.8      | 43.8      | 충청남도       | 공주시 |
| 익산                         | Iksan            | 益山      | 호남선, 전라선, 장항선                                          | 46.0      | 89.8      | 전북특별자치도 | 익산시 |
| 정읍                         | Jeongeup         | 井邑      | 호남선                                                          | 42.1      | 131.9     | 전북특별자치도 | 정읍시 |
| 광주송정                     | Gwangjusongjeong | 光州松汀  | 호남선, 경전선, 북송정삼각선 ● 광주 도시철도 1호선 (광주송정역) | 50.5      | 182.4     | 광주광역시     | 광산구 |
| ↓ 호남선 목포역 방면         |                  |           |                                                                 |           |           |                |        |

## 주요 교량 및 터널
| - 오송고가 (1,883m) - 태성고가 (130m) - 산수교 (1,460m) - 금강교 (650m) - 부용교 (160m) - 황룡고가 (1,130m) - 발산고가 (675m) - 마암교 (240m) - 봉명고가 (250m) - 봉명교 (10m) - 향지라멘교 (11m) - 향지교 (120m) - 신영제1교 (24m) - 신영제2교 (24m) - 신영제3교 (24m) - 신영제4교 (24m) - 공주고가 (216m) - 신영천교 (35m) - 호암교 (1,155m) - 서편교 (105m) - 장구교 (1,820m) - 오강교 (385m) - 신당교 (1,190m) - 갈산교 (685m) - 정지고가 (9,315m) - 정지교 (10.038m) - 신작교 (1,890m) - 어량교 (110m) - 어량교 (10m) - 화배교 (490m) - 화실교 (280m) - 죽산교 (2,240m) - 중리교 (1,105m) - 원형제1교 (2,700m) - 원형제2교 (140m) - 원형제3교 (665m) - 황등제1교 (350m) - 황등제2교 (830m) - 황등제3교 (2,125m) - 목천교 (105m) - 만경강교 (1,875m) - 용암고가 (4,800m) - 부용제1고가 (2,415m) - 부용제2고가 (727m) - 두월고가 (2,390m) - 강정고가 (770m) - 원평천교 (2,650m) - 유정교 (840m) - 연정교 (2,910m) - 규촌교 (1,125m) - 월성교 (360m) - 한교천교 (1,285m) - 남산교 (270m) - 정읍고가 (615m) - 읍지천교 (25m) - 대흥고가 (3,425m) - 용흥고가 (255m) - 황룡제1교 (1,290m) - 황룡제2교 (1,450m) - 와룡천교 (40m) - 마령제1고가 (160m) - 마령제2고가 (320m) - 황룡강교 | - 학천터널 (1,160m) - 갈산터널 (3,027m) - 부용1터널 (1,700m) - 부용2터널 (1,480m) - 장재터널 (3,345m) - 영곡터널 (6,340m) - 계룡터널 (7,240m) - 원동터널 (795m) - 봉명터널 (1,930m) - 향지터널 (220m) - 염천터널 (740m) - 신영터널 (250m) - 노티터널 (300m) - 모가울터널 (73m) - 중리터널 (55m) - 김제개착터널 (225m) - 회룡터널 (550m) - 우산터널 (300m) - 노령터널 (4,300m) - 달성터널 (1,360m) - 죽청터널 (1,390m) - 성덕제1터널 (139m) - 성덕제2터널 (100m) - 모암터널 (2,625m) - 송현1터널 (905m) - 송현2터널 (120m) - 송현3터널 (152m) - 장산터널 (420m) - 용흥터널 (305m) - 와룡제1터널 (300m) - 와룡제2터널 (2,465m) - 마령터널 (1,315m) - 신룡터널 (210m) - 고룡터널 (165m) |

## 호남고속선의 교통량
- 2023년도 철도통계연보에 따르면, 호남고속선에 운행하는 정기열차 운행 빈도는 다음과 같다.(단위: 회/일, 작성기준: 편도, 주중)

| 운행구간        | 선로용량 | KTX | SRT | 전동차 | 운행총계 |
| --------------- | -------- | --- | --- | ------ | -------- |
| 오송 - 익산     | 175      | 48  | 20  | -      | 68       |
| 익산 - 광주송정 | 178      | 40  | 20  | -      | 60       |

## 미래
- 광주송정 ~ 고막원 구간은 별도의 신선로를 짓지 않고, 기존 호남선을 고속화하여 개량하는 방식으로 건설되고 있다. 2018년 8월 6일 고막원 ~ 목포 구간이 무안공항을 경유하는 노선으로 확정되었다. 2025년말 2단계 구간이 개통되면 용산역~목포역까지는 약 2시간 10분 정도 소요된다.

## 같이 보기
- 경부고속선
- 수서평택고속선
- 호남고속철도